# Perin del Vaga

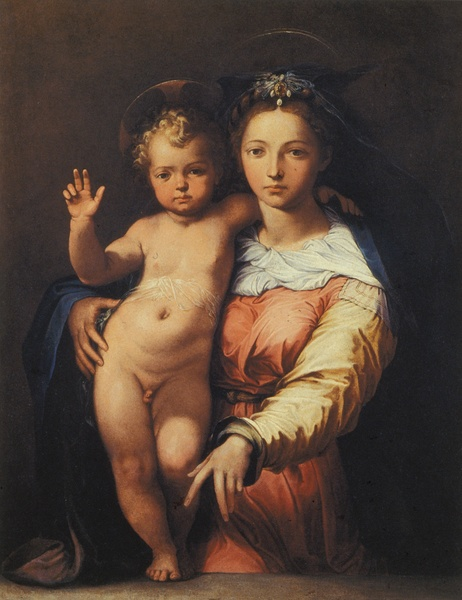
Madonna com Menino

Perino del Vaga ou Perin del Vaga é o apelido de Piero Buonaccorsi (3 de julho de 1501 — 29 de outubro 1547), um pintor italiano do Renascimento e Maneirismo. 
Ele nasceu perto de Florença. Perino foi, primeiramente, aprendiz de farmacêutico. Depois passou para as mãos do pintor Andrea da Ceri, e, aos onze anos, tornou-se aprendiz de Ridolfo Ghirlandaio. 
Perino era um dos alunos mais talentosos de Ghirlandaio. Ao chegar a Roma estava pobre e sobreviveu finalizando trabalhos de Rafael no Vaticano. Logo tornou-se um dos mais importantes ajudantes de Rafael, junto com Giulio Romano. Ajudou Giovanni da Udine nas decorações em arabesco do Vaticano. Após a morte de Rafael, em 1523, Perino entrou um período turbulento. Voltou para Florença e trabalhou com Rosso Fiorentino. 
Em 1527, Andrea Doria convidou Perin para ir à Gênova decorar o Palácio de Fassolo. Realizou afrescos de figuras mitológicas nas paredes, cheios de graça e detalhes arquitetônicos e esculturais. Depois foi para Pisa, e começou algumas pinturas na Catedral da cidade.  
Voltou para Roma, onde o Papa Paulo III deu a ele um salário regular e a resposabilidade de retocar alguns trabalhos de Rafael. Morreu em 1547, em Roma. Está enterrado no Panteão da cidade. Seus trabalhos foram finalizados por um de seus estudantes, Pellegrino Tibaldi.
O estilo de Del Vaga é reconhecido pela vitalidade e elegância. Suas obras são consideradas intermediárias entre a tradição de Rafael em Roma e o Maneirismo de Florença. Combinou o estilo de Rafael e Andrea del Sarto. Daniele da Volterra, Girolamo Siciolante da Sermoneta, Luzio Romano e Marcello Venusti (il Mantovano) foram seus principais assistentes. 